# Sałacie (okręg uciański)
Sałacie (lit. Saločiai) – wieś na Litwie, w okręgu uciańskim, w rejonie jezioroskim, w starostwie Turmont.
Inne nazwy miejscowości to Sałaty lub Zasałacie.

## Historia
Miejsce stoczenia bitwy w czasie insurekcji kościuszkowskiej między siłami litewskimi Romualda Giedroycia a rosyjskimi księcia Golicyna. Ówcześnie miejscowość nosiła nazwę Sałaty.
W czasach zaborów w granicach Imperium Rosyjskiego.
W dwudziestoleciu międzywojennym wieś leżała w Polsce, w województwie nowogródzkim (od 1926 w województwie wileńskim), w powiecie brasławskim, w gminie Smołwy.
Według Powszechnego Spisu Ludności z 1921 roku zamieszkiwało tu 25 osób, wszystkie były wyznania rzymskokatolickiego i zadeklarowały polską przynależność narodową. Były tu 3 budynki mieszkalne. 
Wierni należeli do parafii rzymskokatolickiej w Smołwach. Miejscowość podlegała pod Sąd Grodzki w m. Turmont i Okręgowy w Wilnie; właściwy urząd pocztowy mieścił się w m. Turmont.